# 吳祉昊
吳祉昊（英語： Ng Tsz Ho Marco，2002年10月5日—），香港聾人演員。2024年在電影《看我今天怎麼說》中飾演吳昊倫（Alan）一角，憑此角色獲提名2025年第43屆香港電影金像獎最佳新演員。自2025年4月擔任現屆香港聾人協進會青年委員會會長。

## 簡介
Marco兩歲時因基因突變確診聽障，從小佩戴助聽器，口語和手語都十分流利。
他是「手語雙語共融教育計劃」第四屆畢業生，中小學都得到口語及手語支援。Marco喜歡跳舞和舞台表演，學過hip hop、現代舞、Jazz和Funk；在音樂方面也有嘗試，學過鋼琴、木笛、小提琴。

## 演藝經歷
2021年為方皓玟「LOST n FOUND」演唱會擔任舞蹈員。2023年參加「世界聾人小姐先生大賽」，獲聾人先生冠軍。
2024年在《看我今天怎麼說》中飾演吳昊倫一角。《看我今天怎麼說》導演黃修平在做資料搜集時認識了Marco的中學老師，當時導演在尋找適合電影Alan一角的聾人學生，老師便向導演推薦了Marco。因為首次參演電影便要擔正，電影準備階段，導演贊助Marco去袁的戲劇培訓班學習表演。另外，由於Marco習慣使用文法手語，因此在電影開拍前，也跟隨手語指導海鳥和胡歷恩(Kim)學習自然手語，為電影手語對白做準備。他凭借此角色獲2025年第43屆香港電影金像獎最佳新演員提名。

## 演出作品

### 電視節目
| 年份   | 電視台 | 節目名                                | 備註                   |
| ------ | ------ | ------------------------------------- | ---------------------- |
| 2024年 | RTHK   | 《睇得見。聽得到》                    | 世界聾人先生 受訪者    |
| 2025年 | ViuTV  | 《爆谷一周》第14集 《看我今天怎麼說》 |                        |
| 2025年 | TVB    | 《星期日檔案》「蝸」心                |                        |
| 2025年 | RTHK   | 《睇得見。聽得到》                    | 我係吳祉昊Marco 受訪者 |

### 電影
| 年份   | 名稱           | 角色           | 導演   | 備註 |
| ------ | -------------- | -------------- | ------ | ---- |
| 2024年 | 看我今天怎麼說 | 吳昊倫（Alan） | 黃修平 |      |

### MV
- 2025年 - 陳蕾《What If》
- 2025年 - 冼婉雯《眼淚太淺》
- 2025年 - 林家謙《四月物語》

## 外部連結
- 吳祉昊的Facebook專頁
- 吳祉昊的Instagram帳戶
- 吳祉昊在互联网电影资料库（IMDb）上的資料（英文）